# 油点草属
油点草属（学名：Tricytis）是百合科下的一个属，为多年生草本植物。该属共有10种，分布于东亚及印度。